# Lil Suzy
Suzanne Casale Melone (* 1. März 1979 in Brooklyn, New York), besser bekannt als Lil Suzy, ist eine US-amerikanische Freestyle/Pop-Sängerin. Lil Suzy ist bekannt für ihre Hits Take Me in Your Arms, Promise Me und Can’t Get You Out of My Mind. Sie ist als Sängerin und Songwriter mitverantwortlich für den populären Einfluss des Freestyle in den frühen 1990ern.

## Biografie
Lil Suzy begann ihre Karriere im Alter von fünf Jahren, als sie von einem Talentscout entdeckt wurde, während sie in Manhattan Beach, Kalifornien Coverversionen von Liedern von Tina Turner, Cyndi Lauper und Madonna als Eröffnungsact für Thelma Houston und Village People sang.
Mit acht Jahren bekam sie ihren ersten Plattenvertrag von Fever Records. 1988 wurde ihre erste Single Randy veröffentlicht.
Im Alter von zwölf Jahren trat sie dem Label Warlock Records bei und produzierte mit Tony Garcia das erste Studioalbum Love Can’t Wait. Die Singleauskopplung, Take Me in Your Arms wurde ihr populärster Titel. Eine weitere Single, Falling in Love, wurde 1992 veröffentlicht.
Im Frühjahr 1994 wurde ihr zweites Album Back to Dance, wieder produziert von Tony Garcia, veröffentlicht. Die einzige Singleauskopplung, Turn the Beat Around, veröffentlicht Ende 1993, erreichte nicht den vergangenen Erfolg. Hervorgerufen durch den mäßigen Erfolg des Albums verließ Lil Suzy die Plattenfirma und gründete ihr eigenes Label Empress Records.
Im April 1995 veröffentlichte sie ihr drittes Album, Life Goes On. Dieses Album hatte große Bedeutung für den neuen Musikstil Eurodance. Es beinhaltet vier Singles, unter anderem Promise Me, welches Platz 62 der Billboard Hot 100 erreichte.
1997 wurde das vierte Studioalbum veröffentlicht, welches die neuen Songs Paradise und Can’t Get You Out of My Mind enthielt, das zum beliebtesten ihrer Songs wurde. Unter Mitwirkung von Crystal Waters entstand auch das Lied Lost Love Letter, welches auch auf dem Album ist. Weiter beinhaltet es den Coversong von Memories.
1999 wurde The MegaMix veröffentlicht, eine Sammlung ihrer alten Hits und neuen Remixes.
Am 2. Oktober 2000 eröffnete Lil Suzy einen Schönheitssalon auf Staten Island.
2002 erschien The Greatest Hits, eine Sammlung ihrer größten Erfolge, welche neu aufgenommen wurden. Im gleichen Jahr veröffentlichte Lil Suzy zusammen mit Collage die Single Don’t You Want Me exklusiv für den deutschen Musikmarkt. Die Single ist ein Cover eines Songs von The Human League.
Erst 2009 erschien wieder ein Song von Lil Suzy namens Dance Tonight, welcher nur auf iTunes geladen werden konnte.

## Karriere
Lil Suzy wird als eine der Top-Freestyle-Sängerinnen angesehen und ist vor allem für den Club-Hit Take Me in Your Arms bekannt. Der Song wurde von John Romano and Julian Hernandez geschrieben und erreichte Platz 49 der Billboard Hot 100 im Jahre 1992, als Lil Suzy erst zwölf Jahre alt war. Daraufhin wurde sie vom Billboard Magazine als "Best New Dance Artist" des Jahres und "Youngest artist ever" geehrt.
Ihre erste öffentliche Aufmerksamkeit bekam sie im Alter von erst acht Jahren, als sie ihre Debütsingle Randy veröffentlichte.
Sie ging unter anderem mit Lisette Melendez und Angel Clivillés, der Leadsängerin der 1980s/1990s Girlband The Cover Girls, unter dem Namen S.A.L. auf Tour. Auch tourte sie mit Amber und der inzwischen aufgelösten Electronic Gruppe Prophecy Collective.

## Diskografie

### Studioalben
- 1991: Love Can’t Wait
- 1994: Back to Dance
- 1995: Life Goes On
- 1997: Paradise
- 1999: The MegaMix
- 2002: The Greatest Hits

### Singles
| Jahr | Titel Album                           | Höchstplatzierung, Gesamtwochen, AuszeichnungChartsChartplatzierungen (Jahr, Titel, Album, Platzierungen, Wochen, Auszeichnungen, Anmerkungen) | Anmerkungen                         |
| Jahr | Titel Album                           | US | Anmerkungen                         |
| ---- | ------------------------------------- | --- | ----------------------------------- |
| 1992 | Take Me in Your Arms Love Can’t Wait  | US67 (19 Wo.)US | Erstveröffentlichung: Juni 1992     |
| 1994 | Promise Me Life Goes On               | US62 (18 Wo.)US | Erstveröffentlichung: Dezember 1994 |
| 1997 | Can’t Get You Out of My Mind Paradise | US79 (10 Wo.)US | Erstveröffentlichung: Juni 1997     |
| 1998 | I Still Love You Paradise             | US94 (1 Wo.)US | Erstveröffentlichung: November 1998 |

Weitere Singles
- 1992: Falling in Love
- 1993: Turn the Beat Around
- 1995: Now & Forever
- 1995: When I Fall in Love
- 1996: Just Can't Get Over You
- 1997: Memories
- 1999: You’re the Only One

Andere Songs
- 1996: Suzanna, Collage und Lil Suzy, veröffentlicht im Sampler Metropolitan Freestyle Extravaganza Volume 7
- 1997: Runaway, veröffentlicht auf der CD Dance Trip 2000
- 1999: He’s All I Want for Christmas / Letter to Santa, veröffentlicht auf der CD Freestyle X-Mas
- 1999: All I Want, Collage mit Lil Suzy, veröffentlicht auf der CD Chapter II: 1999.
- 2001: From the Inside, Werbedistribution.
- 2001: Just a Freak Lil Suzy feat. Stephanie, unveröffentlichter Titel.
- 2002: Treat Me Right, Original aus 2001, veröffentlicht auf der CD Euro Freestyle Invasion.
- 2002: You’ll See, unveröffentlichter Titel.
- 2003: I Still Cry, Original aus 2002, veröffentlicht auf der CD Euro Freestyle Invasion II.
- 2004: I’m in Love, unveröffentlichter Titel.
- 2005: Walls of Love, unveröffentlichter Titel.